# Pterodroma occulta
El petrel de Falla (Pterodroma occulta)  es una especie de ave procelariforme de la familia Procellariidae. Esta poco conocida ave marina fue inicialmente descrita en 2001 basada en seis muestras tomadas en 1927 cerca de Mere Lava en Vanuatu, y en una única muestra encontrada en tierra firme en 1983 en Nueva Gales del Sur, Australia. La primera localidad de cría confirmada sólo fue descubierta en 2009 en la isla de Vanua Lava, Vanuatu, pero sobre la base de los informes de los lugareños probablemente también haya crías en Mere Lava. La UICN no ha reconocido el petrel de Falla como especie, pero se ha mantenido como una subespecie de la fardela de cuello blanco (P. cervical) con quien tiene rasgos muy similares. La especie a la que le es "combinada" se le considera vulnerable.
El nombre conmemora a Robert Alexander Falla, un ornitólogo de Nueva Zelanda.

## Descripción
Esta especie se asemeja al petrel o fardela de cuello blanco, pero es ligeramente más pequeño con unos 40 cm (16 pulgadas) de largo y 300-350 gramos (11-12 onzas) de peso. Cuenta con un gorro negro, cuello blanco trasero, espalda de color gris oscuro, alas y cola y una grupa más oscuras. Las partes inferiores son blancas con bases oscuras a las plumas primarias. Al igual que el petrel cuello blanco, sus partes superiores se oscurecen.
Es muy difícil distinguir a los petreles de Falla de los petreles de cuello blanco en el mar.

## Comportamiento
Se trata de una especie pelágica solitaria de mar abierto del Pacífico suroeste. Cuenta con un elegante vuelo sin esfuerzo con unos aleteos, y no sigue buques. Se alimenta en bandadas, recogiendo peces y calamares desde cerca de la superficie.